# Ternopil (2002)
Ternopil (U209) (ukr. Тернопіль) – współczesna ukraińska korweta zwalczania okrętów podwodnych projektu 1124MU (typu Albatros, oznaczenie NATO Grisha V). W marcu 2014 r. została zagarnięta przez Rosję podczas aneksji Krymu.

## Budowa

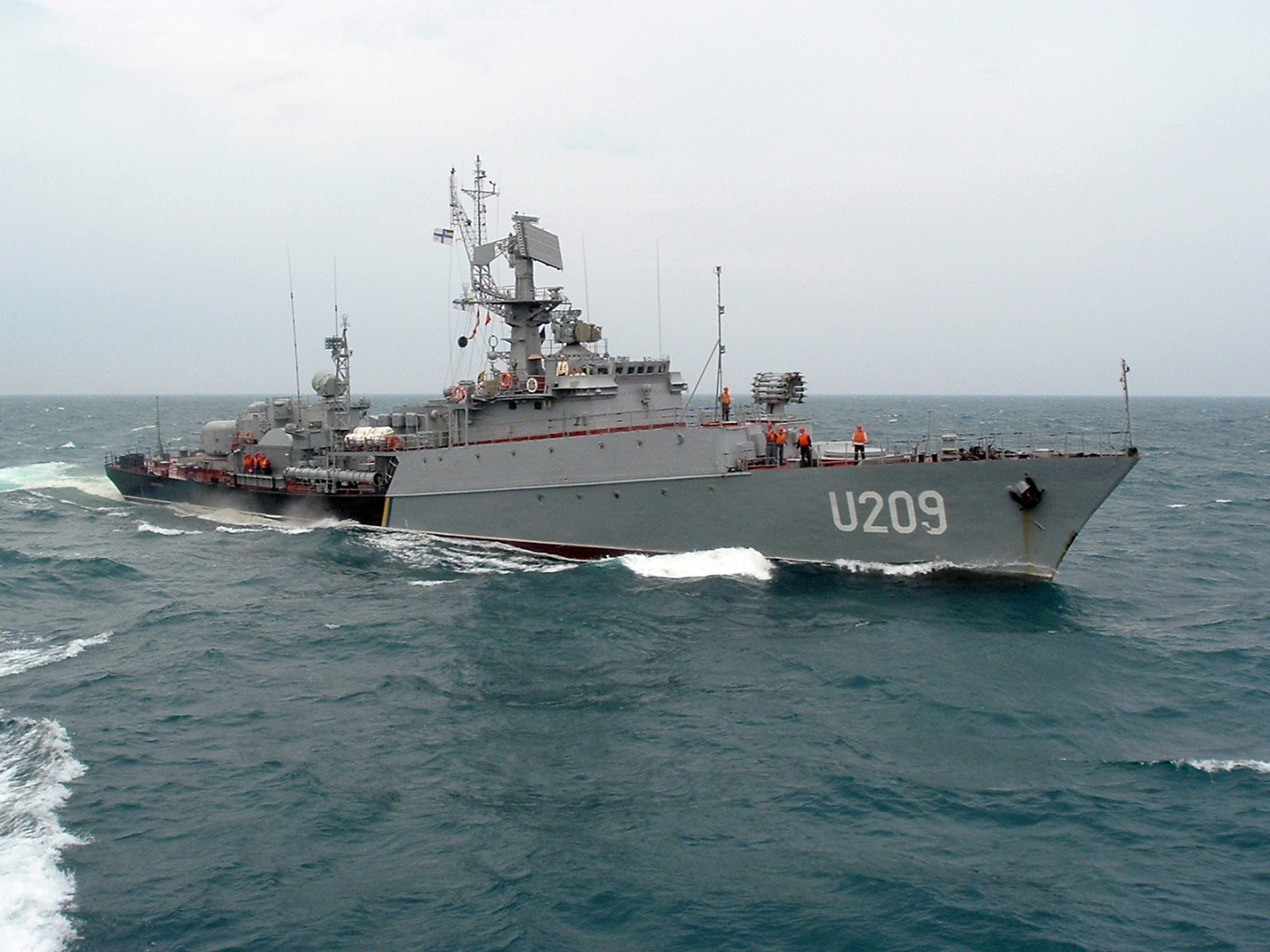
Korweta Ternopil (2013)

„Ternopil” był ostatnim ukończonym okrętem z długiej serii korwet zwalczania okrętów podwodnych radzieckiego projektu 1124 i jego wariantów. Stępkę pod jego budowę położono 23 kwietnia 1991 roku, jeszcze przed rozpadem ZSRR, w śródlądowej stoczni Łeninśka kuznia („Kuźnia Leninowska”) w Kijowie, która była jednym z zakładów budujących okręty tego typu. Budowę prowadzono już dla marynarki wojennej Ukrainy, lecz podobnie, jak w przypadku wielu innych okrętów budowanych po rozpadzie ZSRR, trwała ona bardzo długo z uwagi na trudności finansowe. Kadłub wodowano po prawie 11 latach, 15 marca 2002 r. Prace wyposażeniowe również się przedłużały i dopiero we wrześniu 2005 r. okręt przeholowano Dnieprem z Kijowa do Chersonia. Przy budowie wykorzystano część systemów uzbrojenia  i wyposażenia z wycofanych wcześniej jednostek ukraińskich.

## Służba

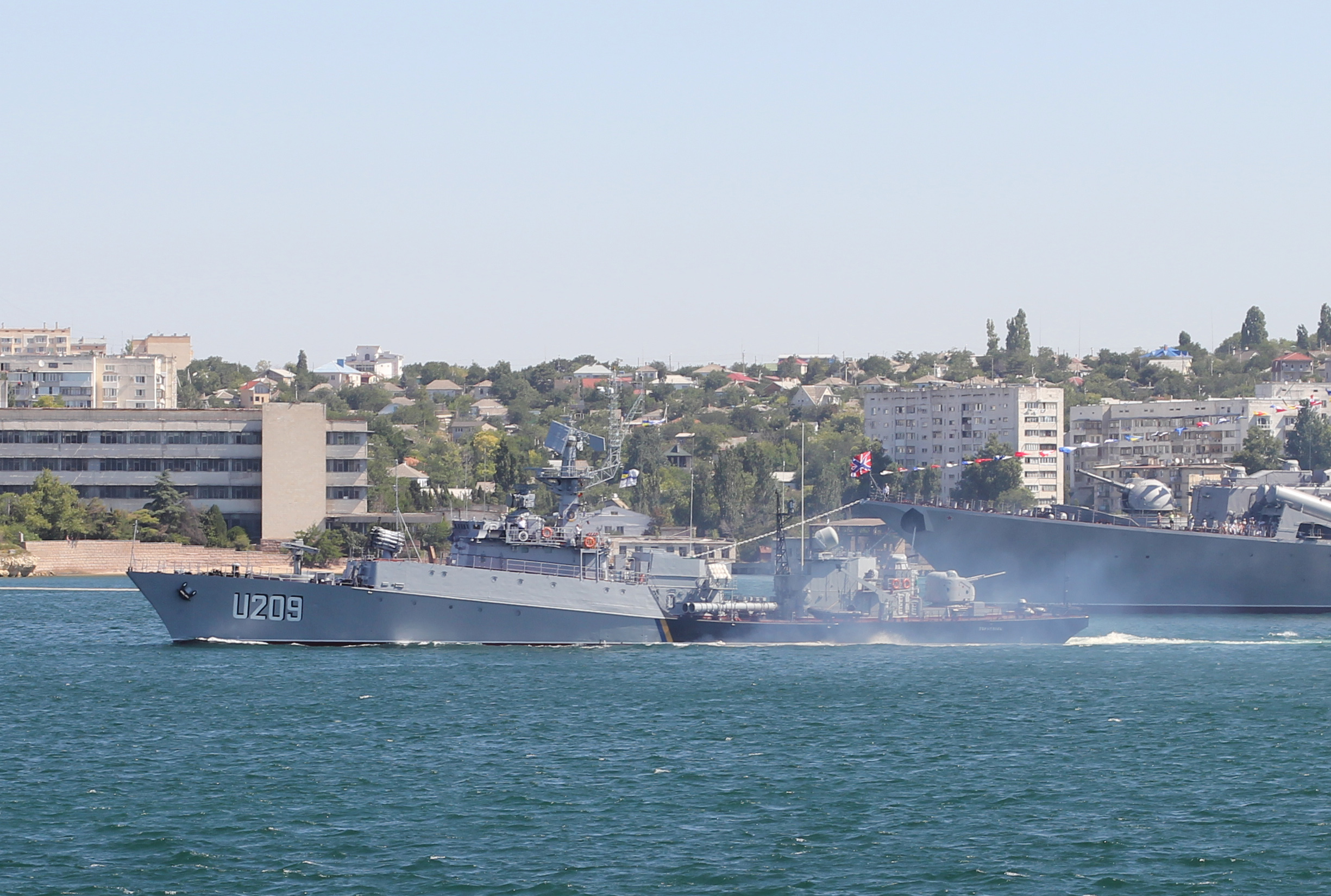
Ternopil w Zatoce Sewastopolskiej, 2012

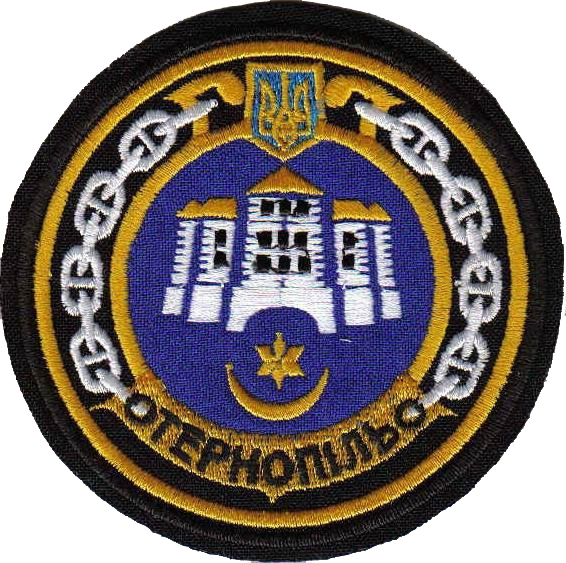
Symbol Korwety Termopil

Po próbach odbiorczych, okręt został przyjęty do służby w marynarce Ukrainy  decyzją ministra obrony 15 lutego 2006 r., a 16 lutego podniesiono na nim banderę. Otrzymał nazwę od miasta Tarnopola.
Okręt brał następnie udział m.in. w międzynarodowych ćwiczeniach i operacjach, jako najnowsza jednostka floty ukraińskiej. W tym, w okresie od 25 maja do 3 lipca 2007 brał udział w operacji NATO Active Endeavour na wodach Morza Śródziemnego.
20 marca 2014 r., podczas kryzysu krymskiego, okręt zablokowany w Zatoce Sewastopolskiej został przejęty siłą przez oddziały rosyjskie i tzw. krymskiej samoobrony.
Okręt nie był używany przez Rosję; w lutym 2020 roku nadal znajdował się pod kontrolą rosyjską, odstawiony w Sewastopolu.